# Colorado Adventure
Colorado Adventure est un parcours de montagnes russes de type train de la mine construit par Vekoma pour le parc d'attractions allemand Phantasialand. 
L'attraction est située dans la zone Mexico sur le thème de la ruée vers l'or et du Colorado.
Colorado Adventure comporte cinq trains, pouvant transporter chacun 32 passagers. Le premier wagon a la forme d'une petite locomotive et ne possède que deux places contrairement aux autres wagons qui peuvent en contenir six. Quatre trains peuvent être utilisés en même temps sur le parcours.

## Histoire du projet
Le nom complet de l'attraction était Colorado Adventure – The Michael Jackson Thrill Ride. Lors de son inauguration en début de saison 1996, Michael Jackson était présent au parc pour donner son nom à l'attraction. La première visite de Michael Jackson date du 11 mai 1995, date à laquelle le parc est d'ailleurs fermé d'ordinaire. Le parc ouvre pour la star, accompagnée de 150 personnes et lors de cette visite d'exception, Gottlieb Löffelhardt montre à Jackson le projet de la future attraction. Il lui dit alors d'en devenir le parrain.

## Galerie

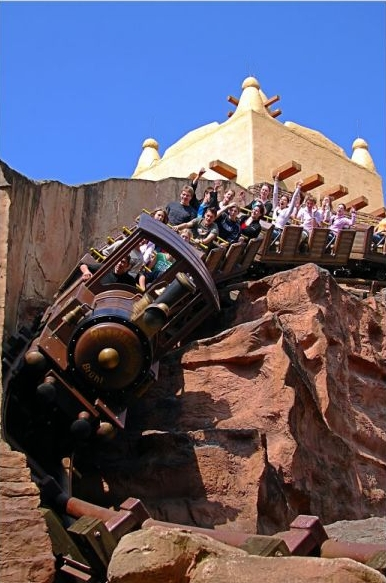
Train de Colorado Adventure.
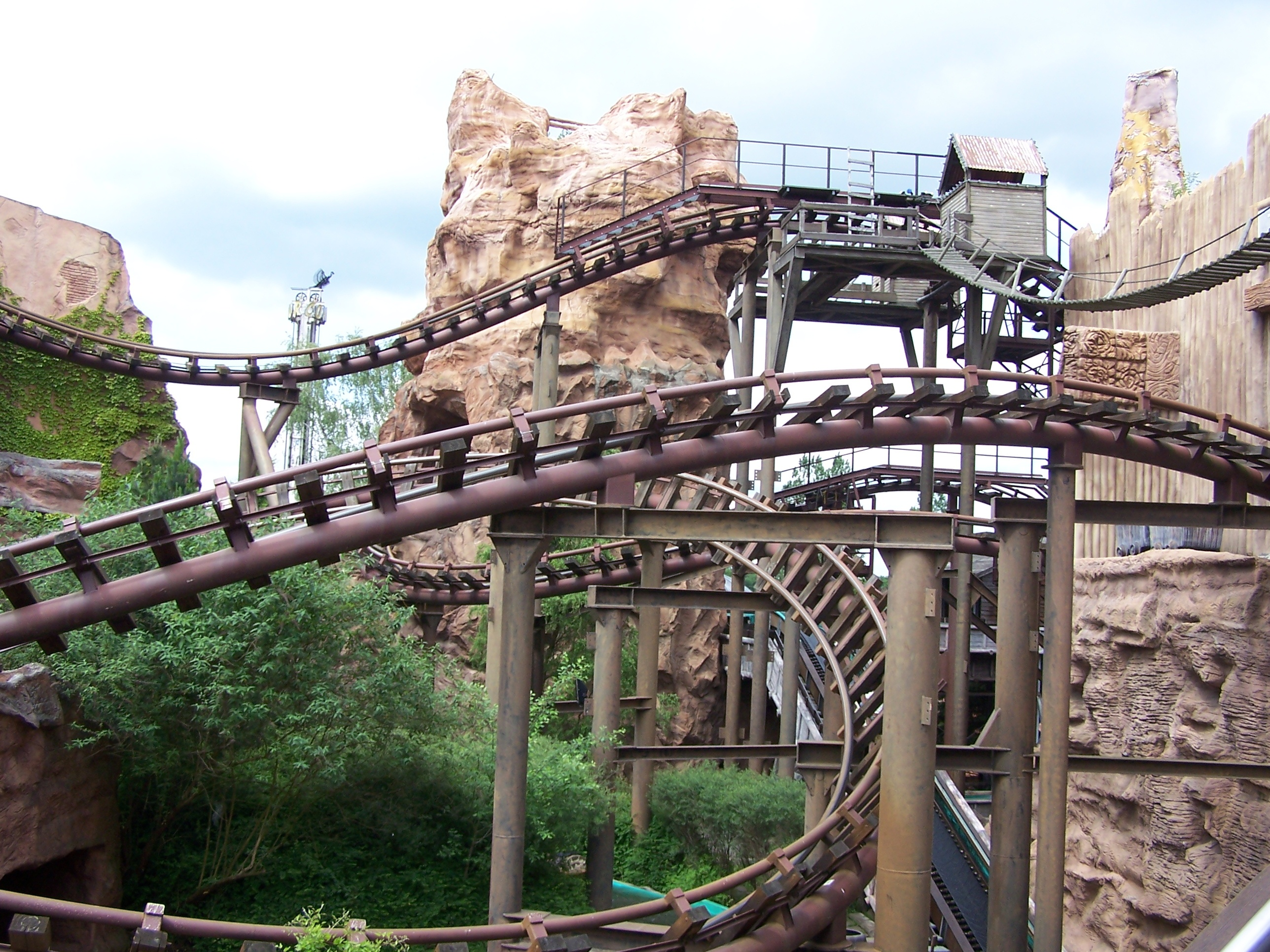
Le parcours se faufile entre les montagnes rocheuses.